# New Philadelphia (Ohio)
New Philadelphia és una ciutat i seu del Comtat de Tuscarawas a l'estat d'Ohio dels Estats Units d'Amèrica.

## Demografia
Segons el cens dels Estats Units del 2000 New Philadelphia tenia 17.056 habitants, 7.338 habitatges, i 4.659 famílies. La densitat de població era de 844,3 habitants per km².
Dels 7.338 habitatges en un 28% hi vivien nens de menys de 18 anys, en un 48,9% hi vivien parelles casades, en un 11,3% dones solteres, i en un 36,5% no eren unitats familiars. En el 31,7% dels habitatges hi vivien persones soles el 13,2% de les quals corresponia a persones de 65 anys o més que vivien soles. El nombre mitjà de persones vivint en cada habitatge era de 2,3 i el nombre mitjà de persones que vivien en cada família era de 2,88.
Per edats la població es repartia de la següent manera: un 23% tenia menys de 18 anys, un 9,4% entre 18 i 24, un 28,2% entre 25 i 44, un 23,7% de 45 a 60 i un 15,8% 65 anys o més.
L'edat mediana era de 38 anys. Per cada 100 dones de 18 o més anys hi havia 87,1 homes.
La renda mediana per habitatge era de 33.235 $ i la renda mediana per família de 42.896 $. Els homes tenien una renda mediana de 32.157 $ mentre que les dones 20.363 $. La renda per capita de la població era de 18.745 $. Aproximadament el 7,7% de les famílies i el 10,2% de la població estaven per davall del llindar de pobresa.

## Poblacions properes
El següent diagrama mostra les poblacions més properes.